# Trapeliopsis steppica
Trapeliopsis steppica är en lavart som beskrevs av McCune & F.J. Camacho. Trapeliopsis steppica ingår i släktet Trapeliopsis och familjen Trapeliaceae.   Inga underarter finns listade i Catalogue of Life.